# Dècada del 1640 aC
Formalment, la dècada del 1640 aC comprèn el període que va des de l'1 de gener de 1649 aC fins al 31 de desembre de 1640 aC.

## Personatges destacats
- Bazaya, rei d'Assíria, r. 1650–1622 aC
- Ammi-Ditana, rei de Babilònia, r. 1684–1647 aC
- Ammi-Saduqa, rei de Babilònia, r. 1647–1626 aC
- Tang, dinastia Shang, rei de la Xina, r. 1675–1646 aC
- Tài Dīng, dinastia Shang, rei de la Xina, r. 1646–1644 aC
- Bu Bing, dinastia Shang, rei de la Xina, r. 1644–1612 aC
- Salitis, r. c.1648–1628 aC
- Djehuti, r. c.1650–1647 aC
- Sobekhotep VIII, r. c.1647–1631 aC
- Kuk-Nashur II, Rei d'Elam, r. c. 1650–1635 aC[1]
- Kashtiliash II, rei dels Kassites, r. 1650–1640 aC
- Urzigurumash, rei dels Kassites, r. 1640–1630 aC
- Ishkibal, r. 1657–1642 aC
- Shushshi, r. 1642–1618 aC
- Hattusilis I ((Labarnaš II Hattusiliš I), rei dels hitites, r. c.1650–1620 aC[2] com a successor de la princesa que portava el títol de Tawananna, de Kanish, germana del rei Papahdilmah. Trasllada la capital a Khatussas (Hattusa, Hattusas, o Hattusha) i comença diverses campanyes:
  - 1649 aC, campanya de Zalpa, imposa el domini al principat de Sanawitta o Sahwitta i ataca Zalpa o Zabar
  - 1648 aC entra al regne d'Alalakh (vassall d'Alep) i destrueix la capital; es dirigí a Warsuwa o Ursu (Waršuwa o Uršu) governada per un rei vassall de Kargamis (Kargamiš, Karkemish) i l'assetja i ocupa; va seguir Ikakali i al final Tashiniya o Tishiniya (Tašhiniya o Tišhiniya).
  - 1647 aC, entra a Arzawa que assola; els hurrites envaeixen el seu domini oriental i ha de recuperar o conquerir Nenasa (Nenašša (la modern Ak Saray), Ulma o Ullumma (al sud del país, no ben localitzada) i Sallahsuwa (Šallahšuwa, al sud o sud-oest)
  - 1646 aC, campanya contra Sanahuitta o Sanahut (Šanahuitta o Šanahut, al nord o nord-est de Hattusa), contra la Terra d'Abbaya, la ciutat de Parmanna (cap d'una coalició) i finalment Alakhkha, ciutat de situació desconeguda fins ara.
  - 1645 aC, campanya de Síria; destrucció de la ciutat de Zaruna, lluita contra la ciutat hurrita d'Hasu (Haššu), a l'est de l'Eufrates (regne de Manna?), combat contra forces del rei Ammurapi II de Iamkhad (Àlep), fill de Yarim-Lim III, a les que derrota a les muntanyes Adalur (clàssic Amanus) i va creuar l'Eufrates (fou el primer rei hitita que ho va fer) i va destruir Hasu. Després de tornar a la capital va marxar contra Tawanaga i va capturar al seu rei i el va decapitar; tot seguit va destruir Zippasna; després va anar contra Hahhu o Hakhkhu que va conquerir.
  - 1640-1620 aC, conquesta del regne d'Arzawa (Anatòlia occidental) que estava format per almenys cinc regnes (Arzawa, Mira, Hapalla, Riu Seha, i Wilusa) de vegades confederats i altres no. Wilusa (Wiluša) fou l'homèrica Ilios o Ílios, probablement la regió de la Troade però sense incloure Troia que devia ser un estat separat (Troia en hitita = Taruisa o Taruiša). La capital d'Arzawa era Apasa (Apaša) probablement Efes i el regne era de població luvita. Arzawa però, no va tardar a recuperar la independència si bé Wilusa va romandre aliada als hitites. Noves campanyes contra el regne d'Àlep (Iamkhad) i el regne vassall d'Alalakh